# Стадниця (Білоцерківський район)
Ста́дниця — село в Україні, у Тетіївській міській громаді Білоцерківського району Київської області. Розташоване на обох берегах річки Постава (притока Гірського Тікичу) за 17 км на південний схід від міста Тетіїв. Населення становить 704 особи (станом на 1 липня 2021 р.).

## Історія
Відоме з XVII ст. За переказами, на території нинішніх земель Стадниці випасались величезні табуни диких коней (стада). Звідси пішла назва села.
В селі є спиртзавод. До 22 травня 1957 року село входило до складу Оратівського району Вінницької області.

## Видатні люди
- Войцехівська Галина Анатоліївна (1956) — директор Державної бібліотеки ім. В. Заболотного. Дійсний член Академії будівництва України, член-кореспондент Української Академії Архітектури. Головний редактор та автор низки бібліотечних серій: «Видатні зодчі Україна», «Видатні будівельники Україна», «Особистість».
- Горбенко Роман Васильович (1974—2015) — солдат Збройних сил України, учасник російсько-української війни.
- Заянчківський Дмитро Пилипович (1902—1943) — український дитячий письменник, педагог.
- Коваль Володимир Олександрович (1946) — український дипломат. Надзвичайний і Повноважний посол України. Доктор технічних наук.
- Хіміон Людмила Вікторівна (* 1968) — український медик.
- Яновський Іван Маркович (1922—1981) — український письменник, сатирик, байкар, педагог, заслужений вчитель УРСР.

## Галерея

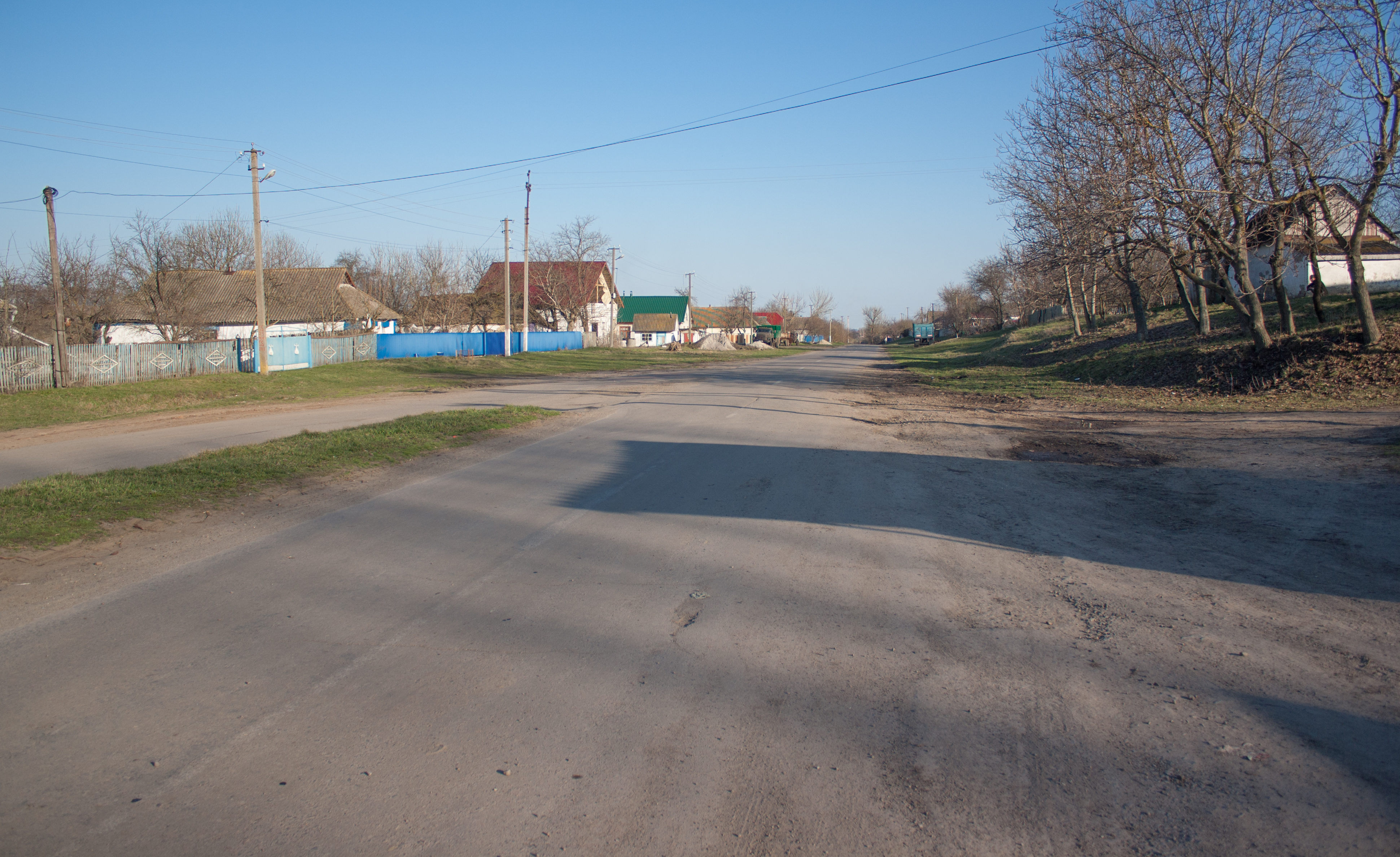
Вулиця Савеги
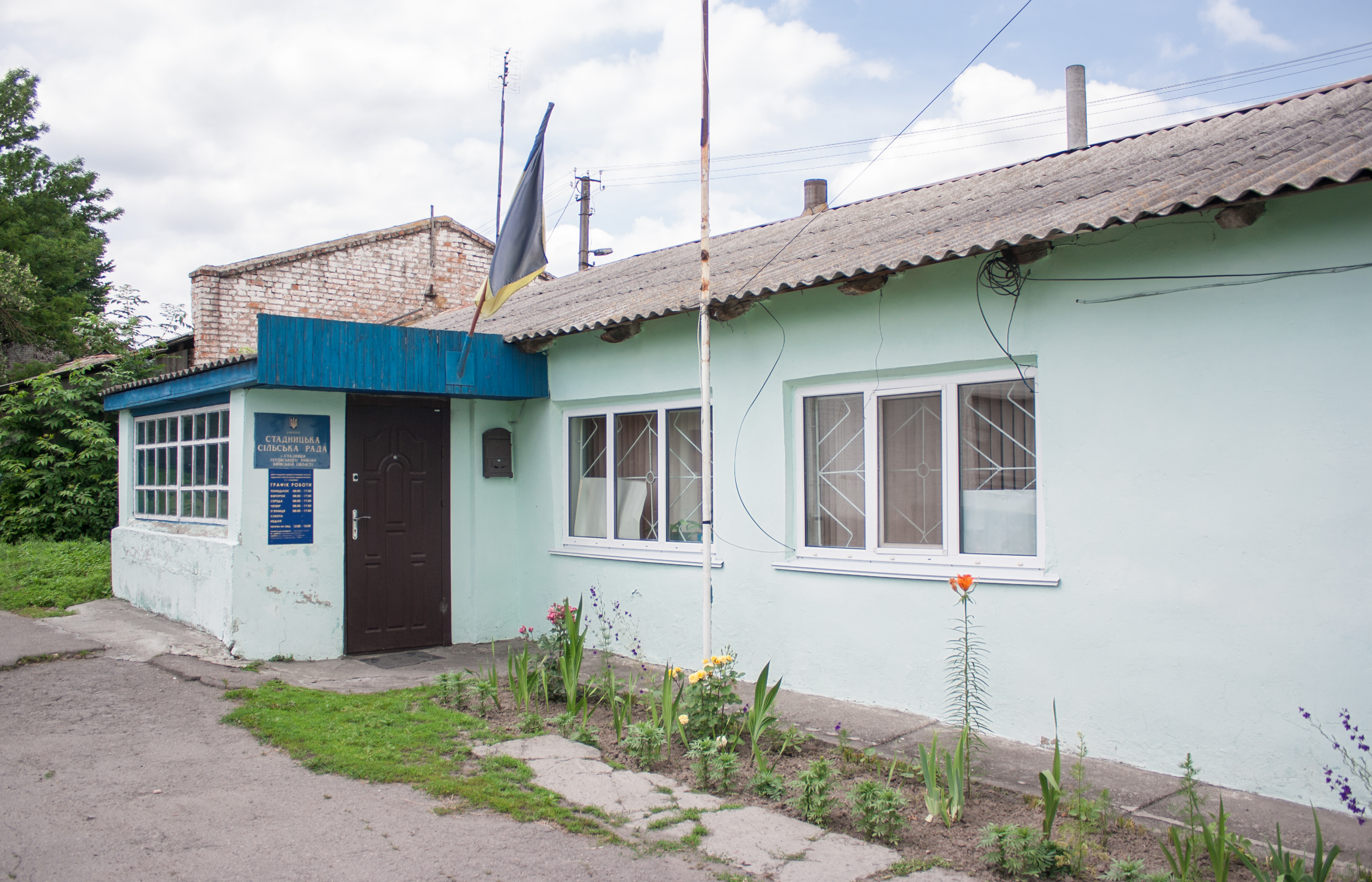
Сільська рада
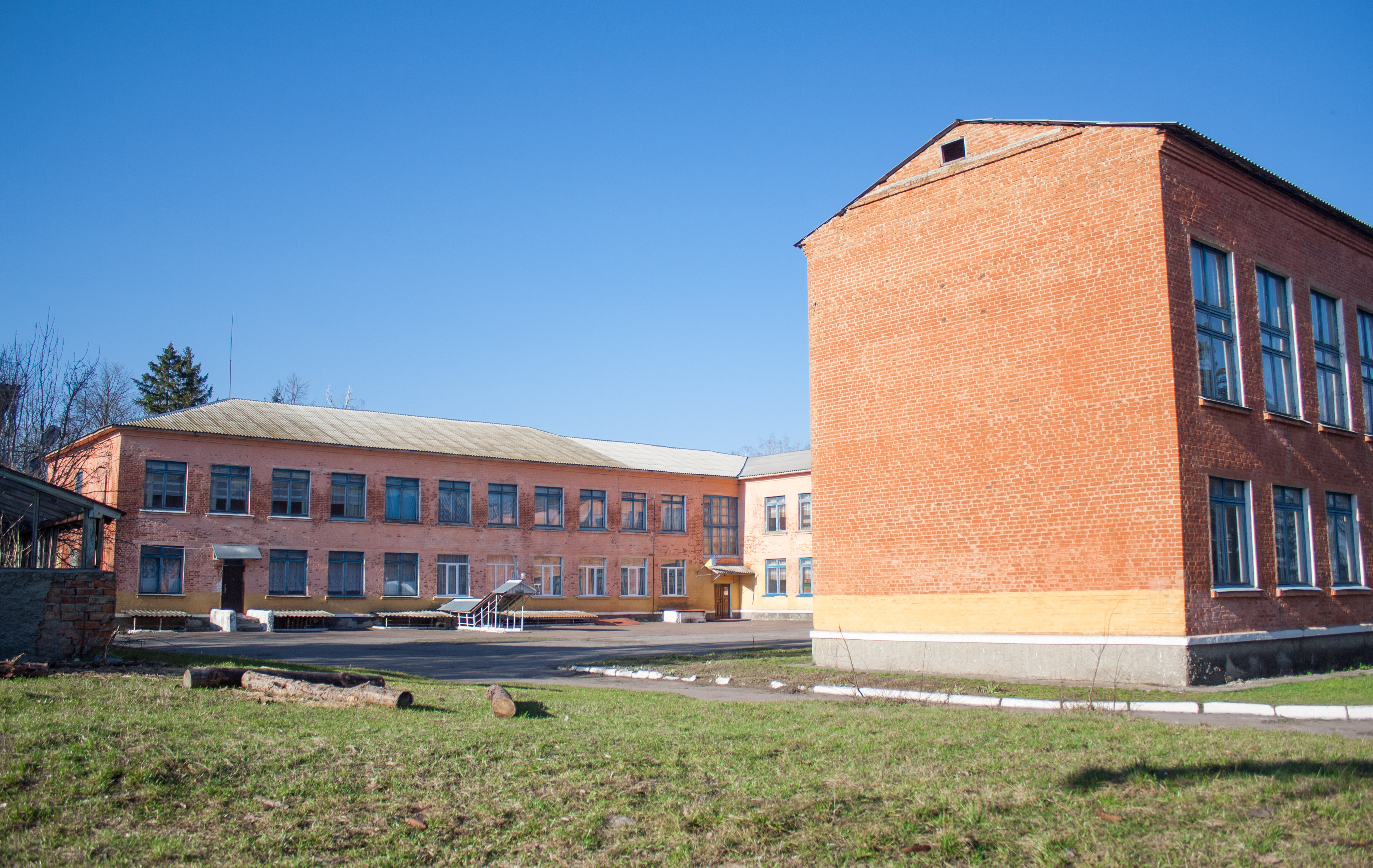
Школа
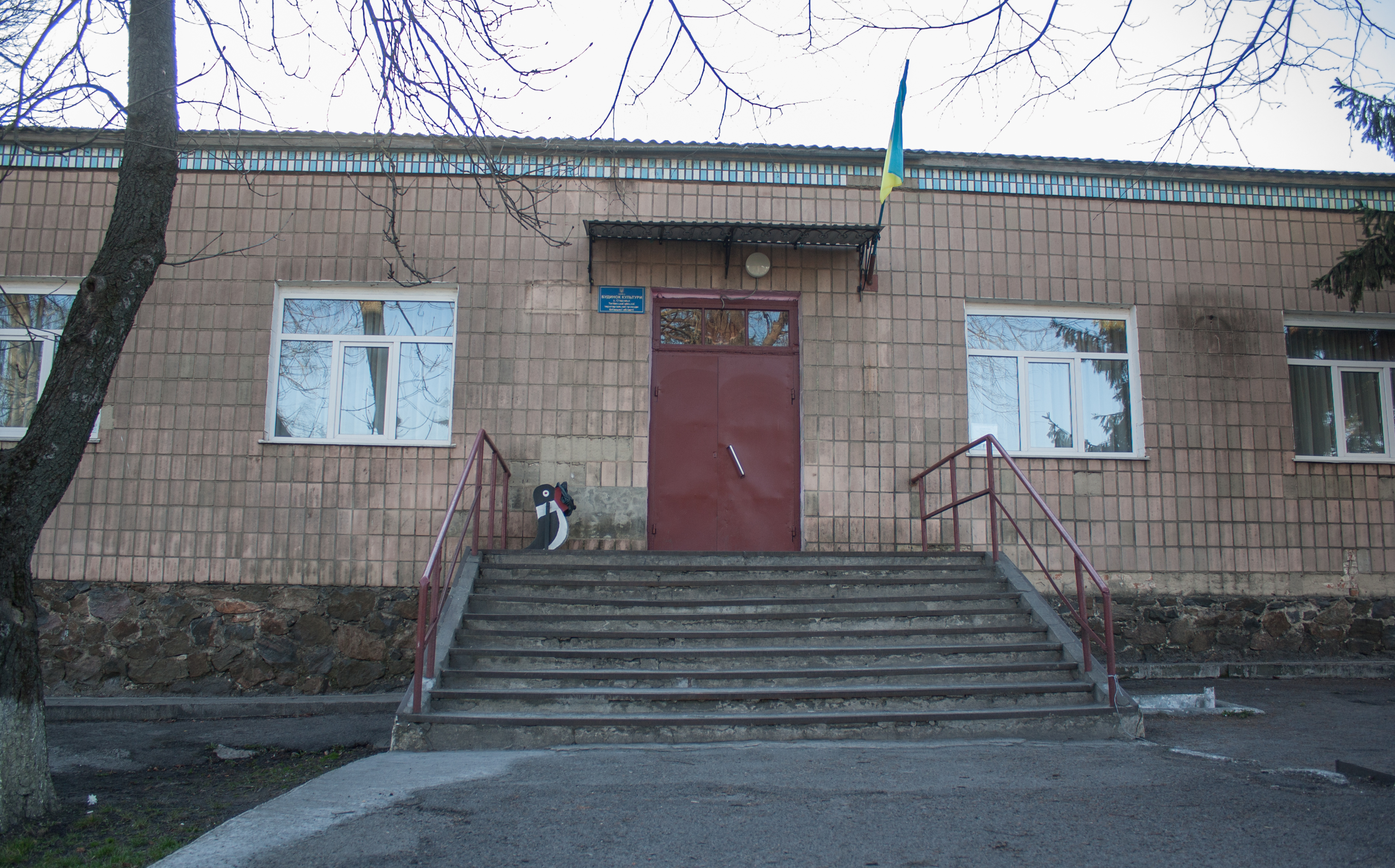
Будинок культури
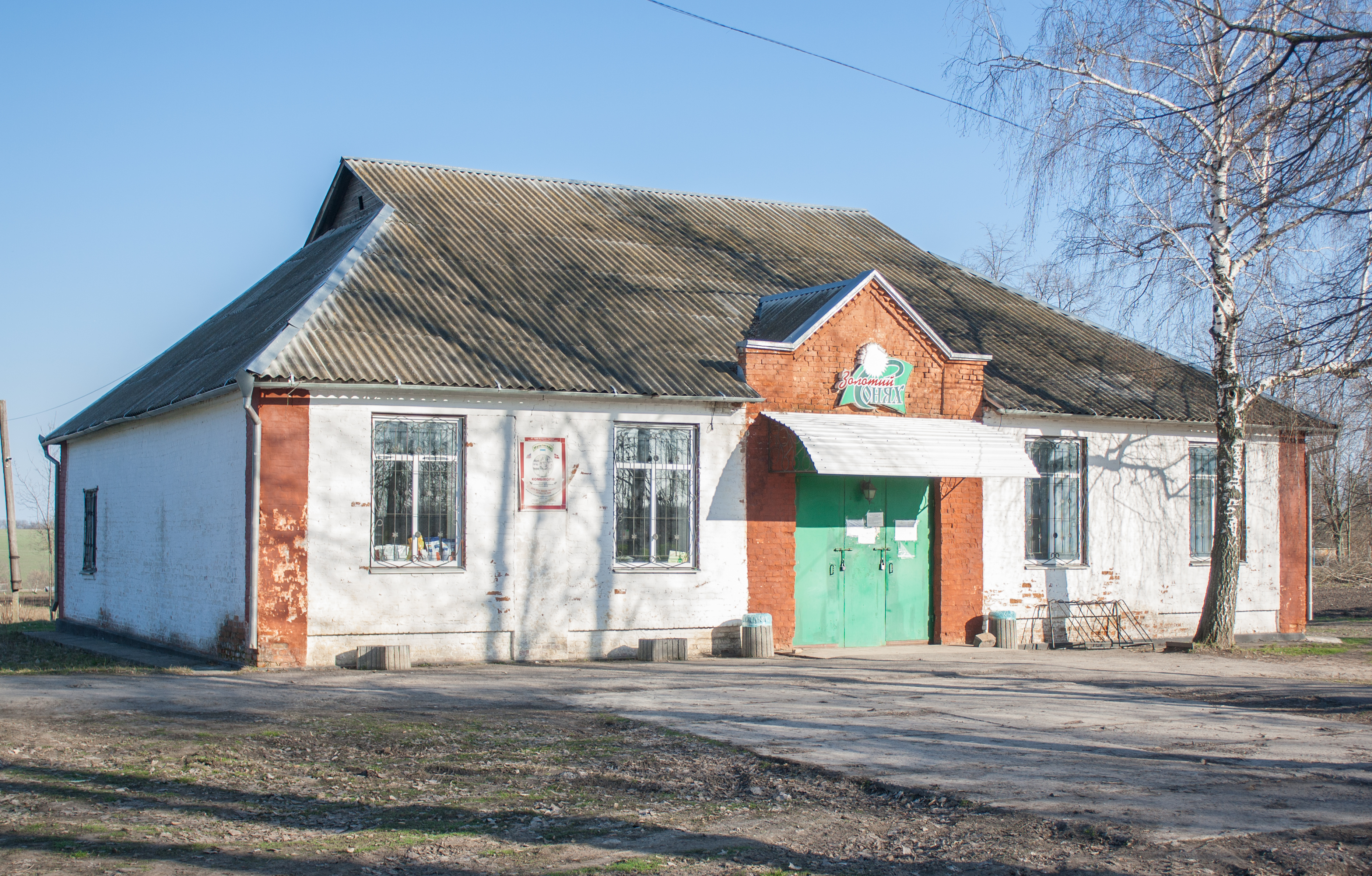
Магазин
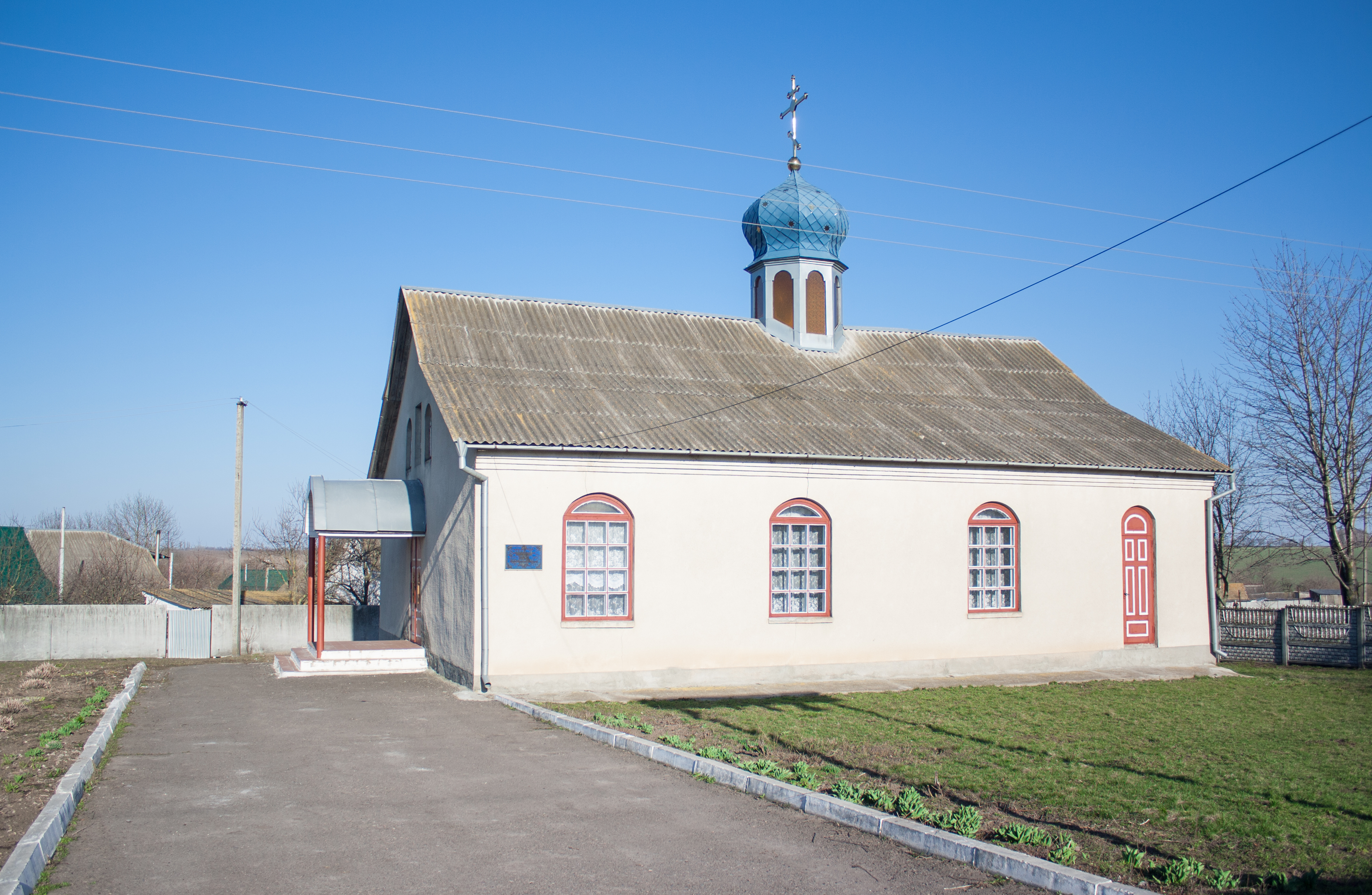
Церква
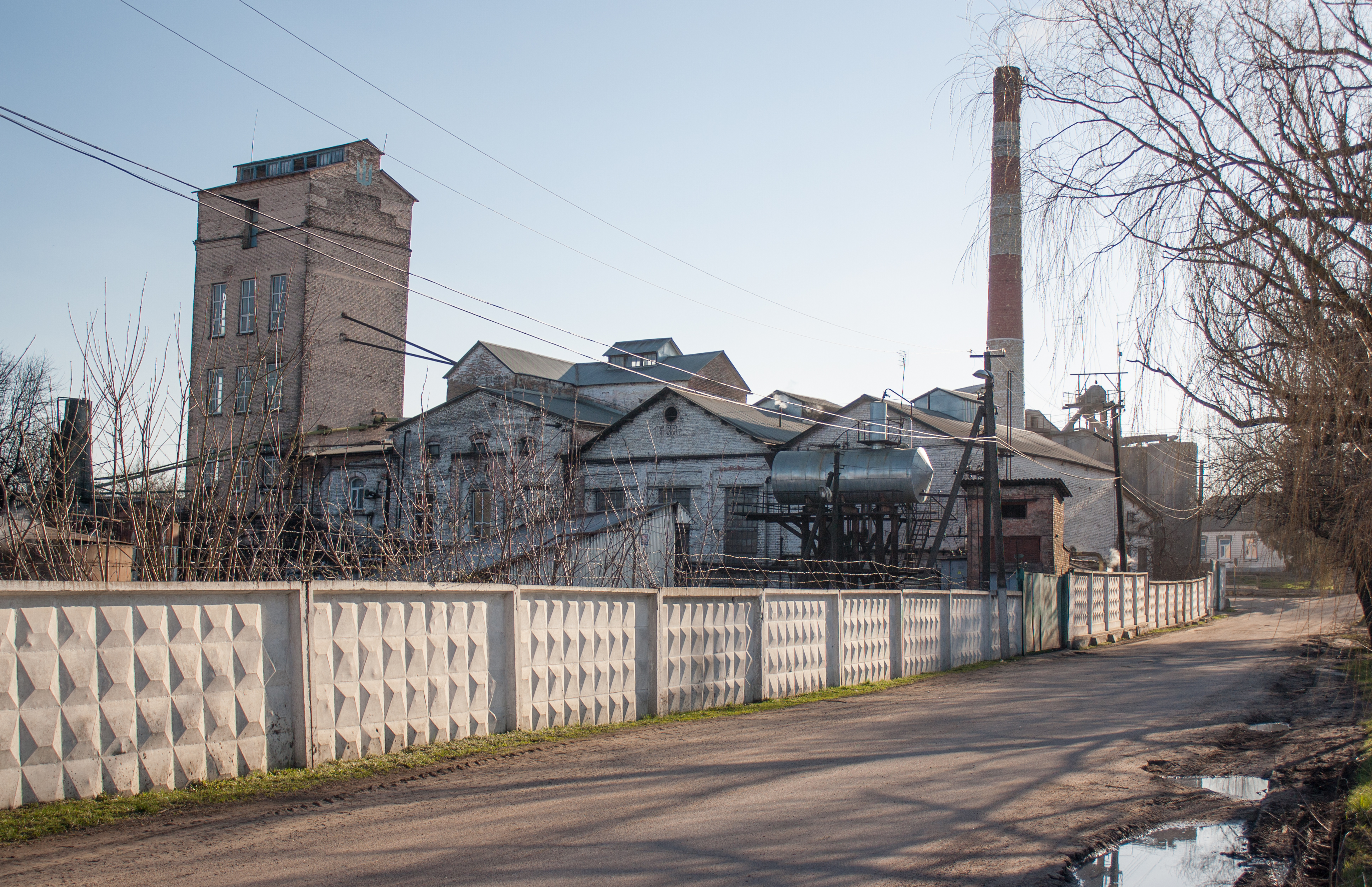
Спиртзавод
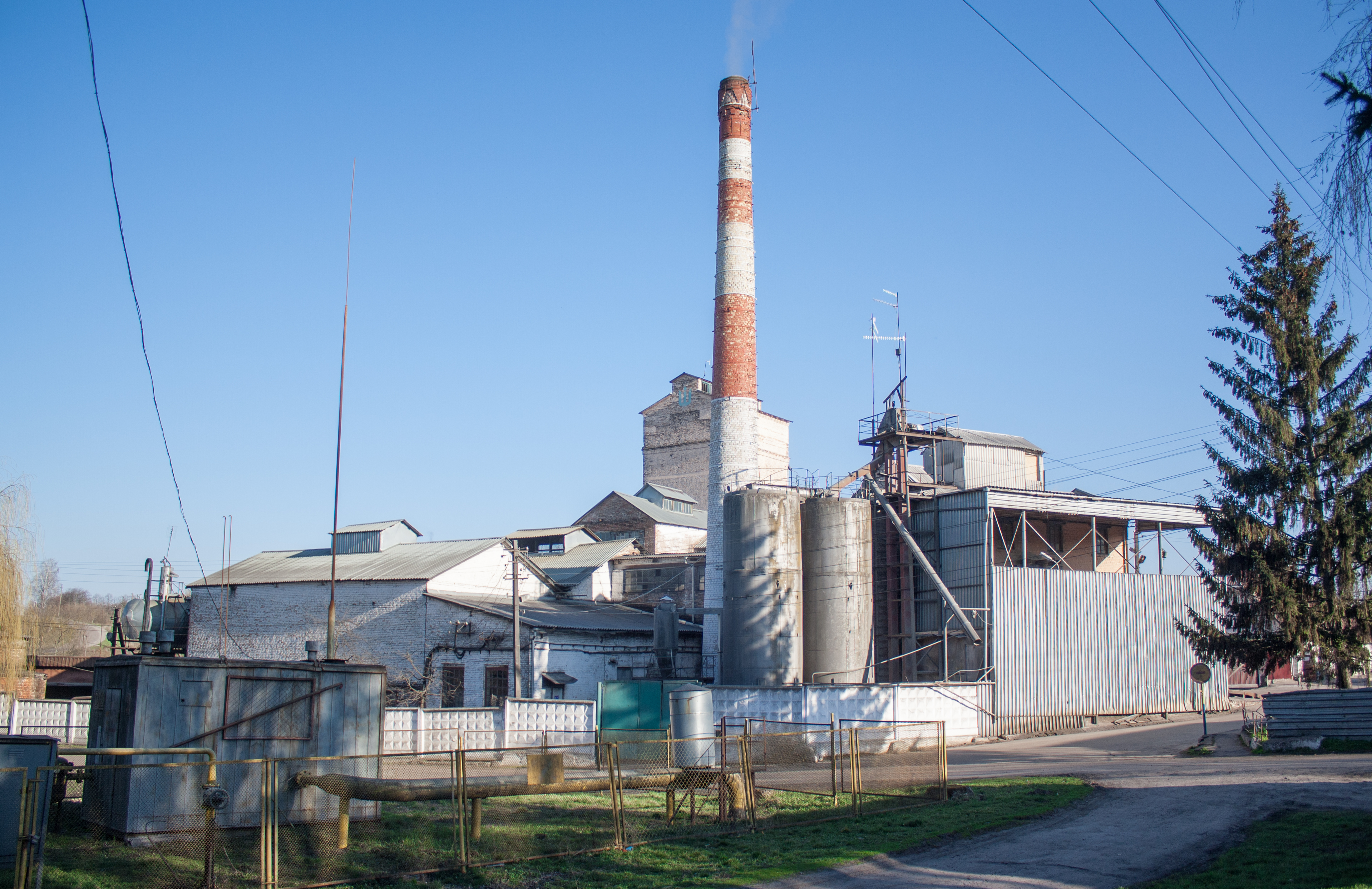
Спиртзавод
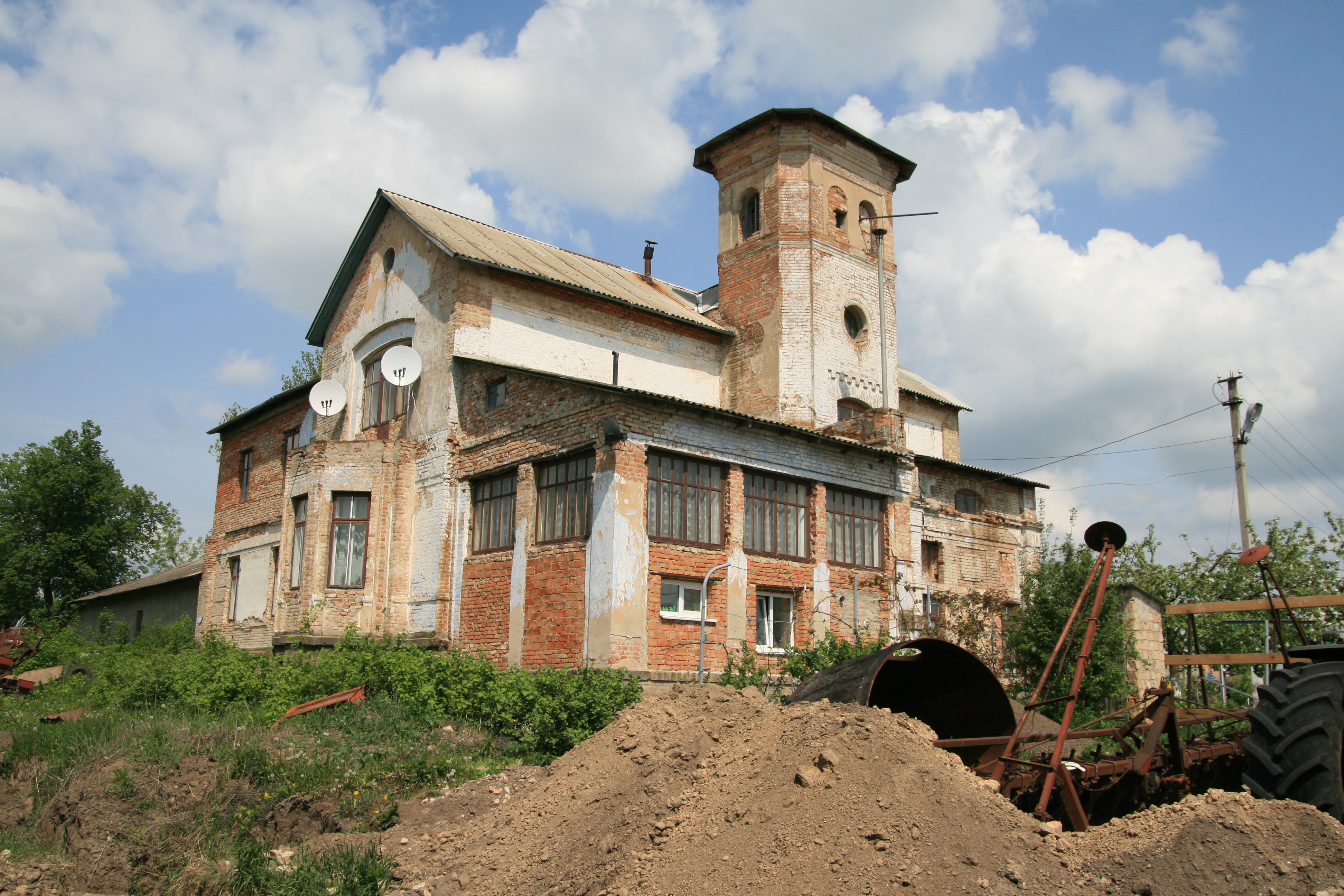
Палац Рогозинських (XIX ст.)
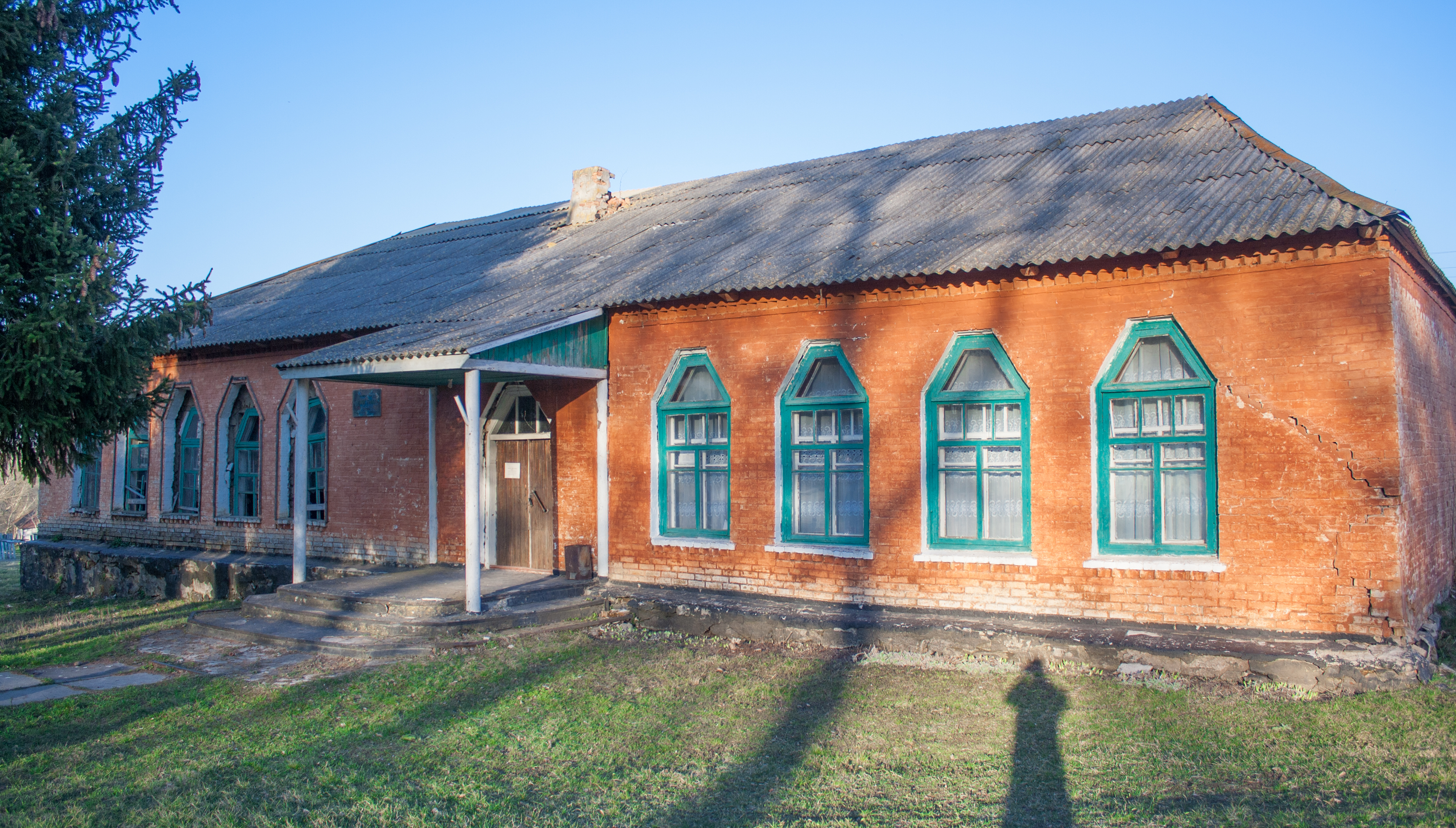
Сільська бібліотека в приміщенні колишнього будинку культури (1927р.)
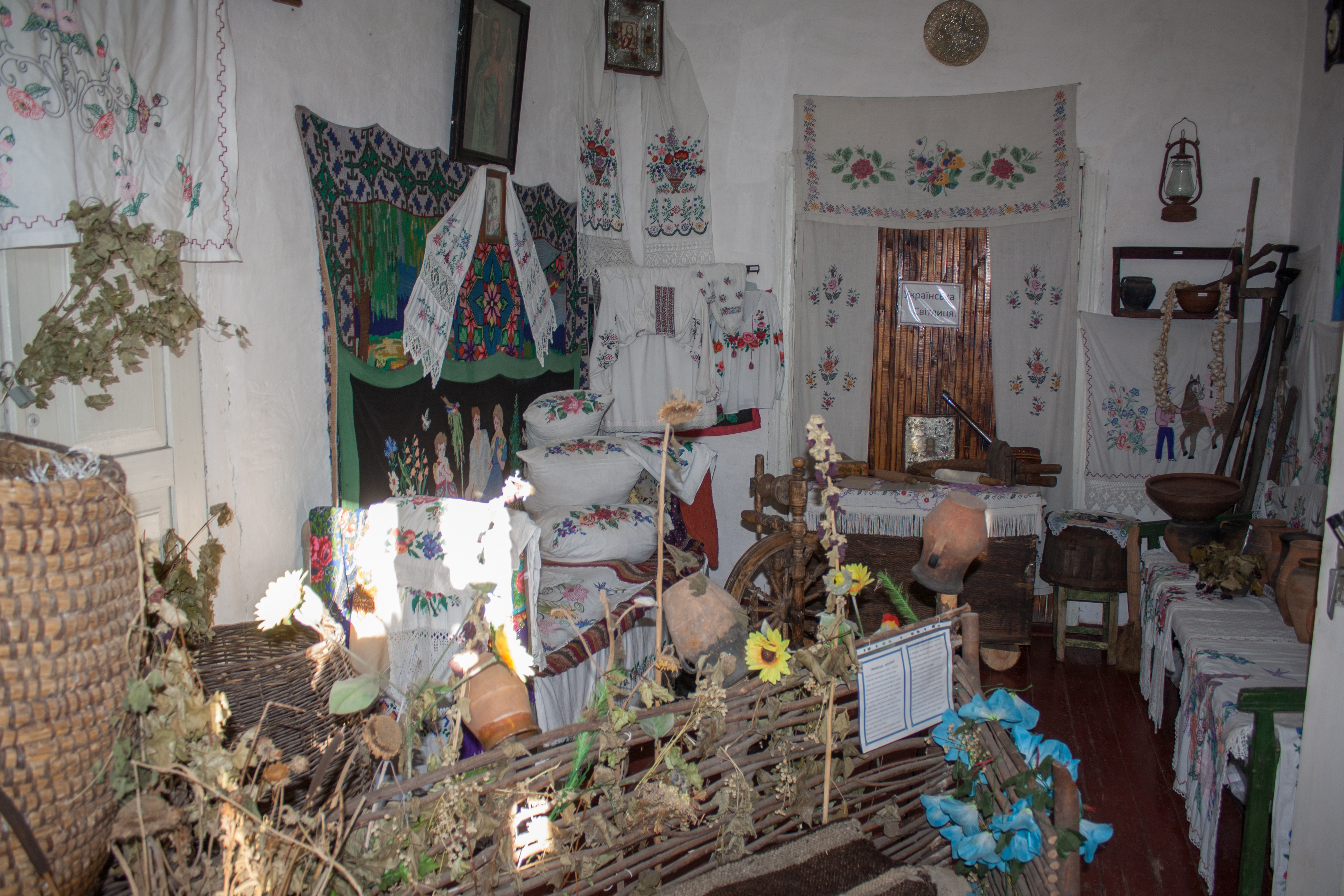
Сільська бібліотека
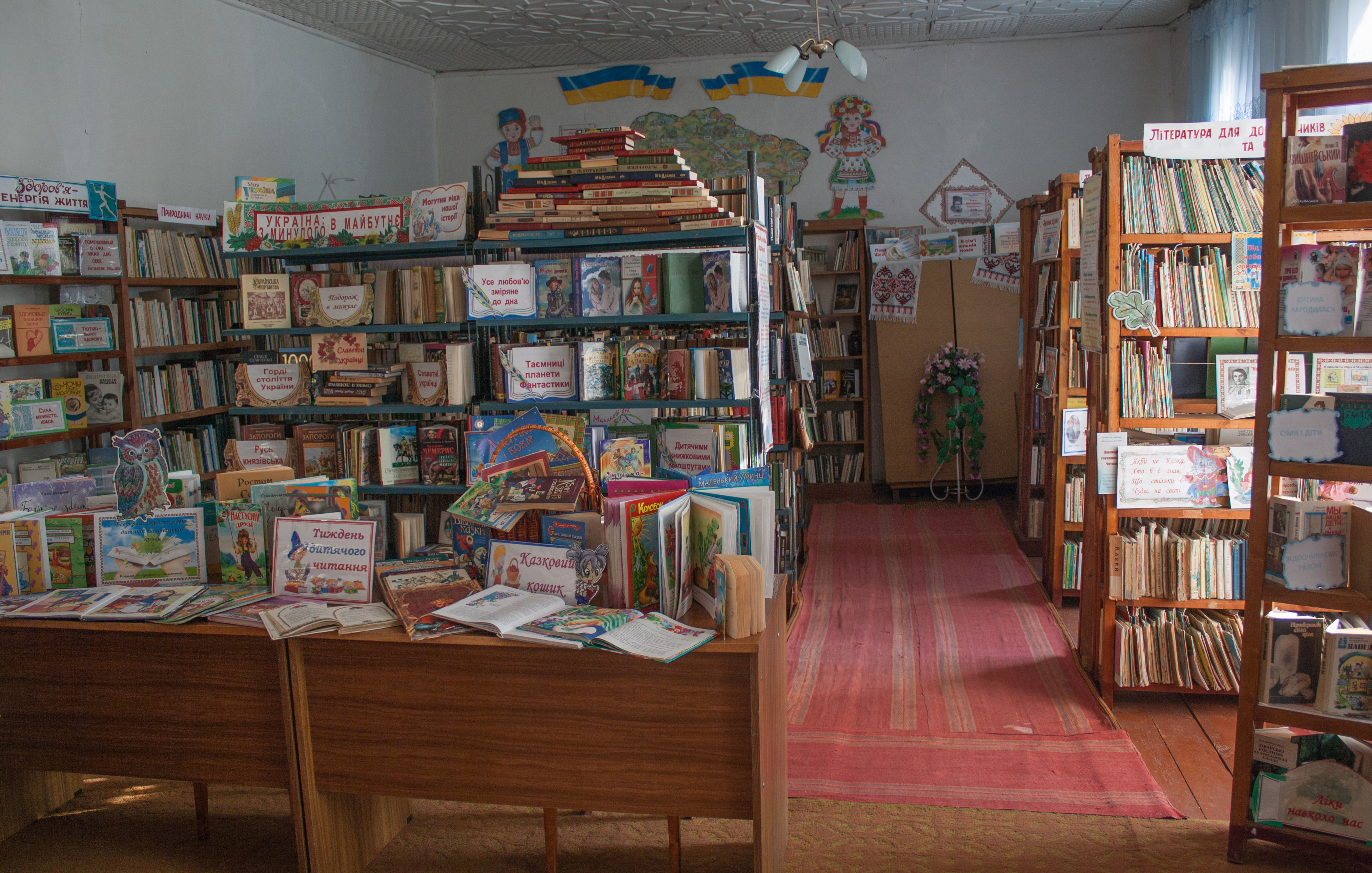
Сільська бібліотека
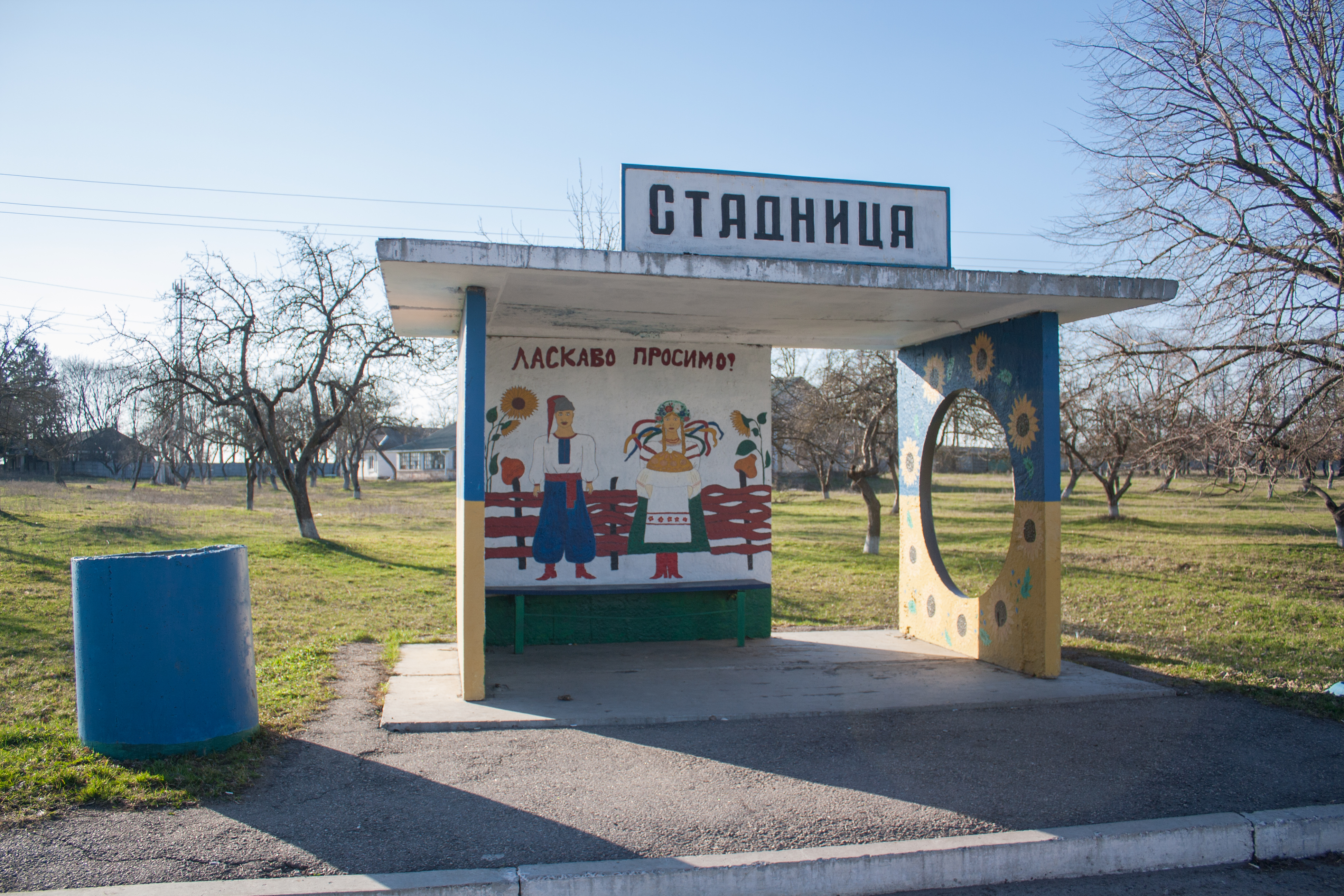
Автобусна зупинка
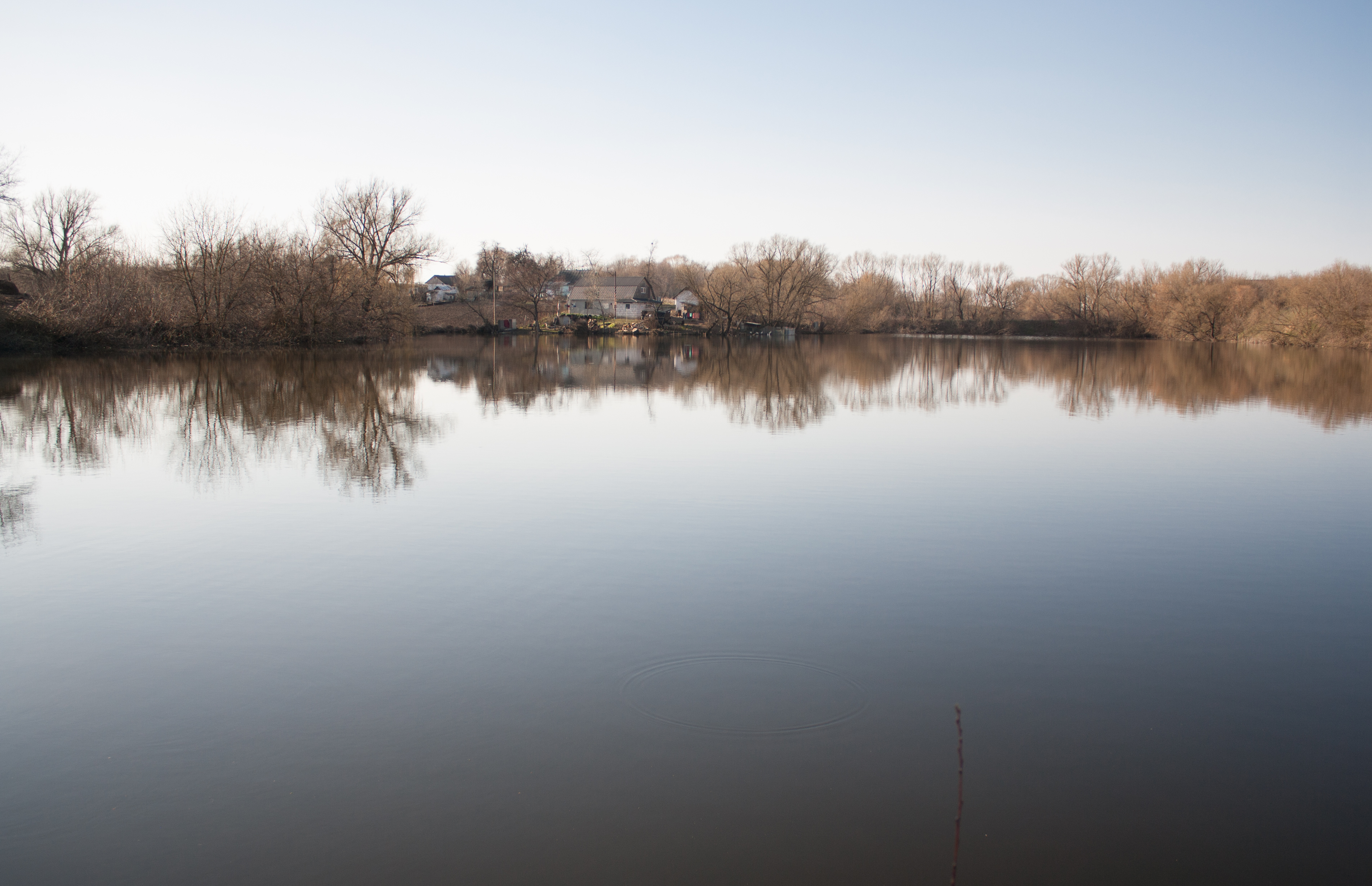
Ставок
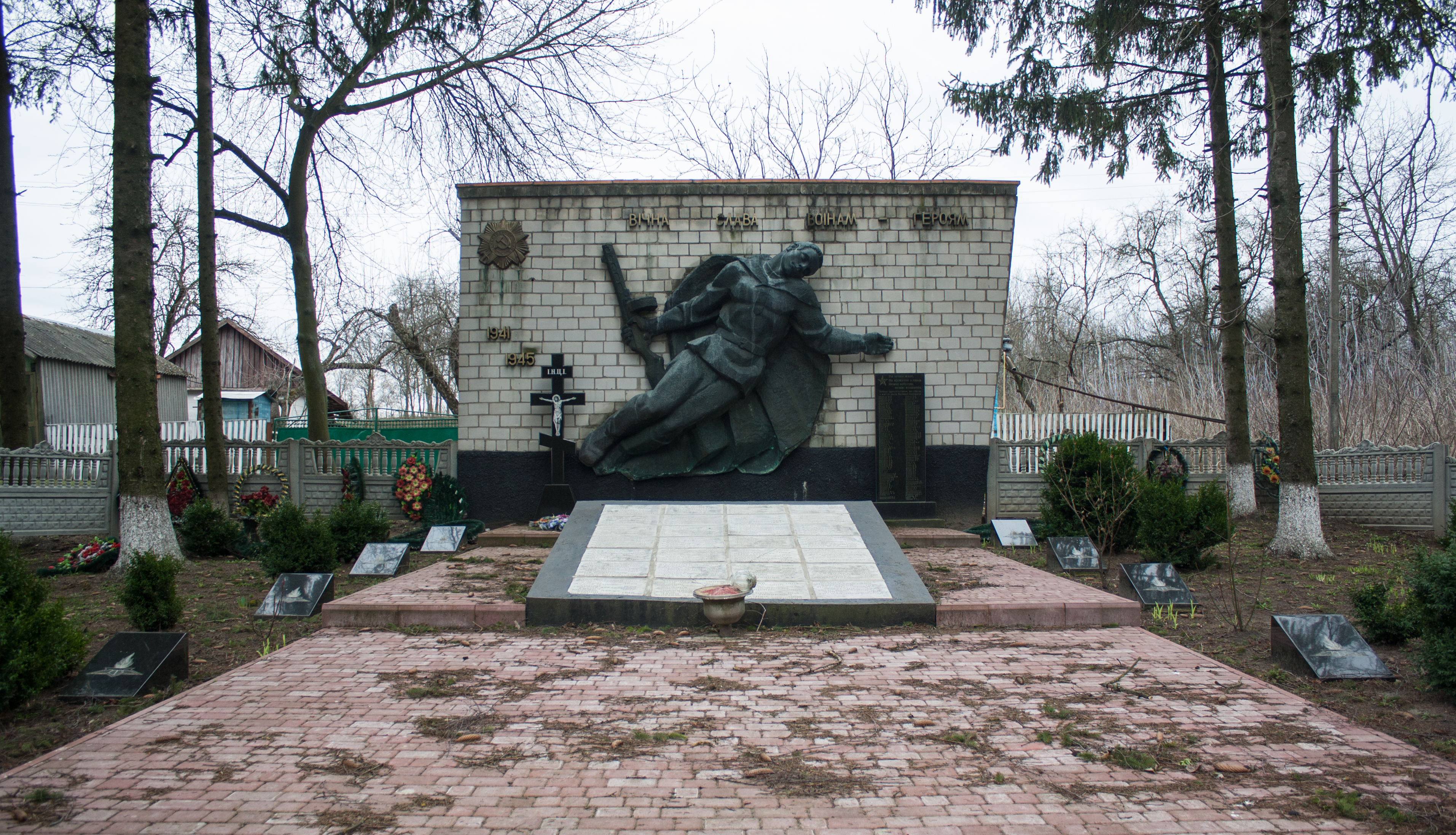
Пам'ятник воїнам-односельцям
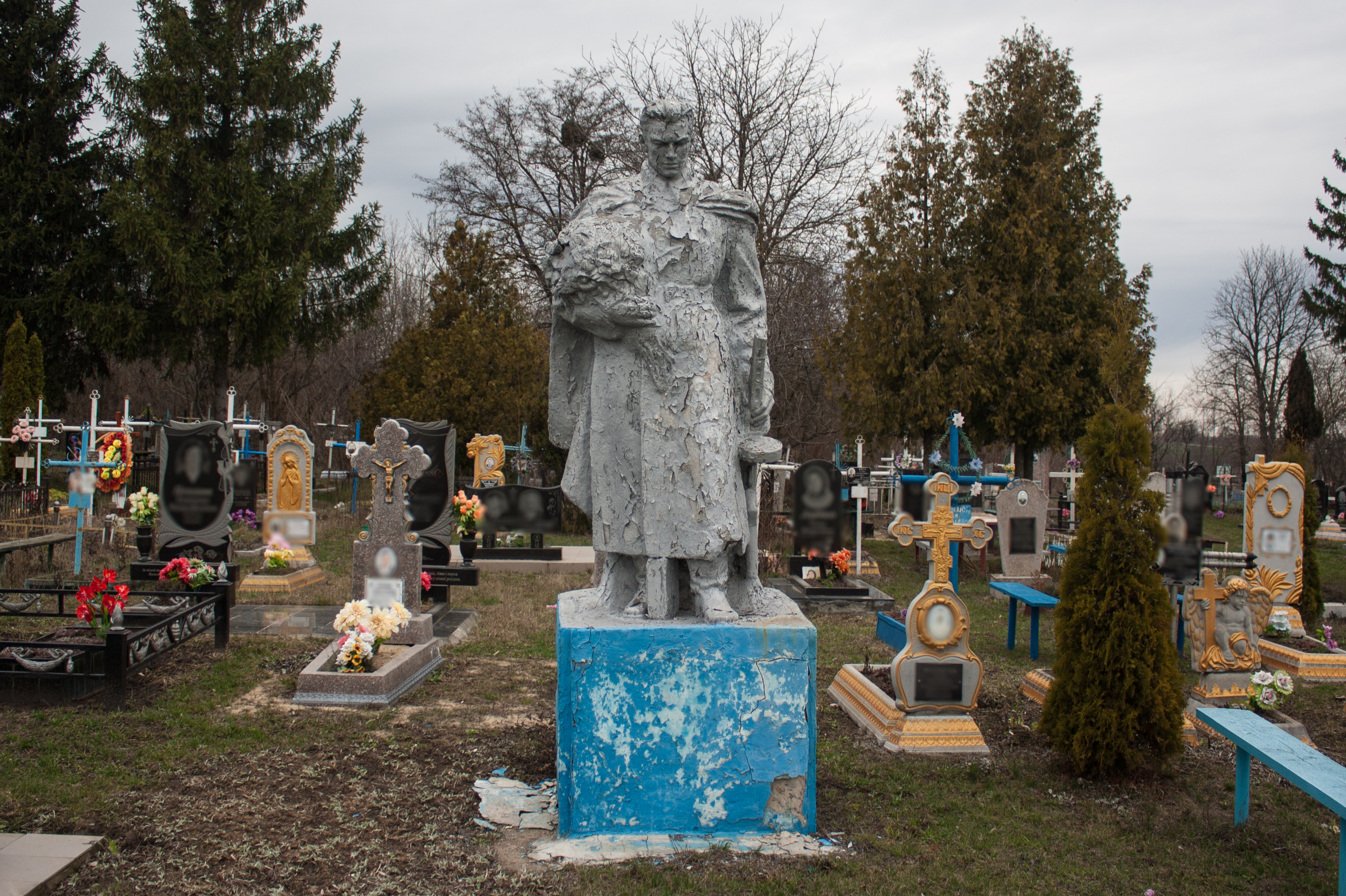
Братська могила радянських воїнів
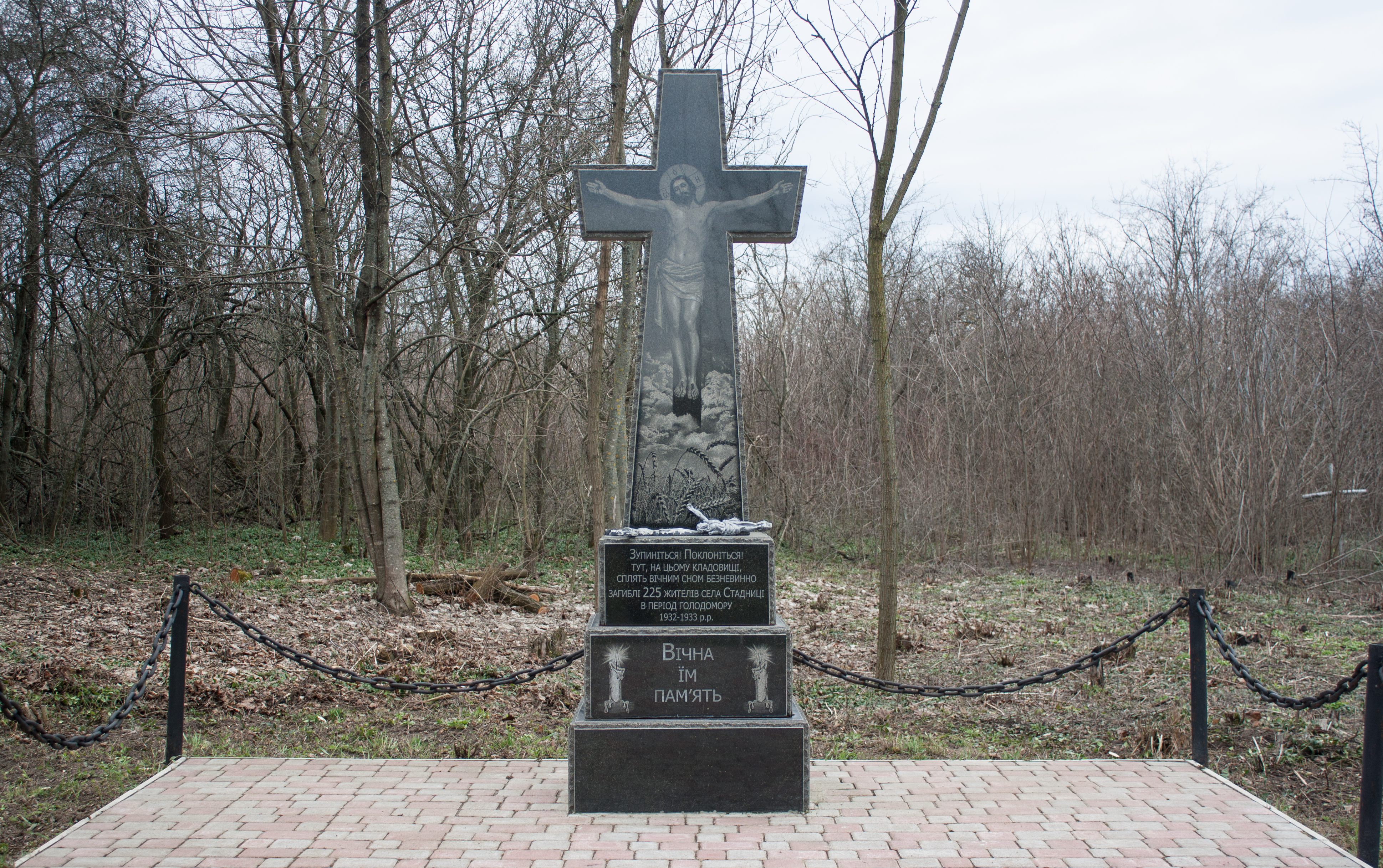
Пам'ятний знак жертвам Голодомору